# Миха Мадијев
Миха Мадијев де Барбазанис (око 1284. - после 1358.) је био хрватски хроничар.

## Биографија
Био је уследни сплитски грађанин, унук Михе Мадијева, савременика Томе Архиђакона. Мајка му је била ћерка хумског кнеза Андрије Мирослављевића, сина Мирослава Завидовића, односно синовца Стефана Немање. У Сплиту је Миха обављао судске и управне функције. Поменут је 1312. године у Сплитском статуту као један од племића задужених за надзор рада потестата. Био је члан већа које је Сплит предало Млечанима 1327. године. На положају судије налазио се и 1357. године када је Сплит враћен под власт угарског краља. Помиње се последњи пут почетком 1358. године. Имао је сина Мадија, који је играо важну улогу у збацивању млетачке власти над Сплитом 1357. године.

## Дело
Михо Мадијев је написао дело О подвизима римских царева и папа (De gestis romanorum imperatorum et summorum pontificum), од кога је сачуван само други део. Дело је писано у облику хронике европске историје, а највише пажње посвећено је односима брибирских кнезова и далматинских градова. Интересовао се и за борбу Гвелфа и Гибелина у Италији. Важан је историјски извор за хрватску историју од 1290. до 1330. године, а даје нам и одређене податке о историји средњовековне Србије. Мадијев, нпр. једини уз Григорија Цамблака помиње учешће Симониде у доношењу одлуке краља Милутина да ослепи сина Стефана 1314. године.